# 羅德里圭斯鸚鵡
，又名腐屍鸚鵡，是一種曾於馬斯克林群島的罗德里格斯岛上出現，但已滅絕的鸚鵡。牠們只有一些骨頭亞化石及兩份描述提及。牠們一般呈綠色，頭及喙大，尾巴很長，比鴿明顯的大。發現的亞化石有部份的頭顱骨，證明了牠們的喙適應了咬開堅硬的種子。牠們主要生活在羅德里格斯島以南的海島上，吃有強烈柑橘氣味植物的種子及果實，喝水時則會回到主島上。
羅德里圭斯鸚鵡的學名意思是「羅德里格斯島上的鸚鵡屍體」。

## 滅絕
羅德里圭斯鸚鵡有可能是於17世紀末因大家鼠的入侵而變得稀少。於1761年就曾發現牠們，但卻只有小量，而這亦是最後發現牠們的文獻。

## 外部連結
- 维基共享资源上的相關多媒體資源：羅德里圭斯鸚鵡
- 維基物種上的相關：羅德里圭斯鸚鵡